# Artroscopia
L' artroscopia in campo medico, è un piccolo intervento chirurgico, un esame dove si visualizza un'articolazione grazie a uno strumento chiamato artroscopio (uno speciale endoscopio) attraverso una piccola incisione. Ciò permette con un unico strumento sia di effettuare la diagnosi sia di operare al tempo stesso, con un notevole risparmio di tempo.

## Procedimento
Si posiziona l'artroscopio nell'articolazione scelta (il caso più comune è al livello del ginocchio), dove è possibile visualizzare i menischi, le cartilagini e i legamenti crociati (artroscopia diagnostica). Se è presente una patologia a carico di queste strutture è possibile passare alla fase chirurgica vera e propria con possibilità di effettuare meniscectomie (asportazione di frammenti meniscali), e regolarizzazione (nei limiti del possibile) delle lesioni cartilaginee; è possibile sotto guida artroscopica effettuare ricostruzioni legamentose dei legamenti crociati.

## Utilizzi
Come esame diagnostico viene utilizzato per comprendere l'avvenuta rottura di un menisco e altri tipi di lesioni.
Come trattamento chirurgico si procede alla rimozione di eventuali corpi nello spazio dell'articolazione e trattamento di alcuni tipi di lesioni.

## Storia
Gli inizi di questa tecnica risalgono nel 1920, grazie al lavoro di Eugen Bircher, ritenuto l'inventore dell'artroscopia al ginocchio. Il chirurgo giapponese Masaki Watanabe è stato invece il primo a utilizzare l'artroscopia come intervento chirurgico.